# Augustin Hirschvogel
Augustin Hirschvogel (1503 – février 1553) est un artiste allemand né à Nuremberg (Allemagne), mathématicien, et cartographe. Il est aujourd'hui surtout connu pour ses eaux-fortes et en particulier pour ses trente-cinq petits paysages, gravés entre 1545 et 1549, qui le classent dans l'école du Danube (cercle d'artistes du XVIe siècle en Bavière et Autriche).

## Biographie

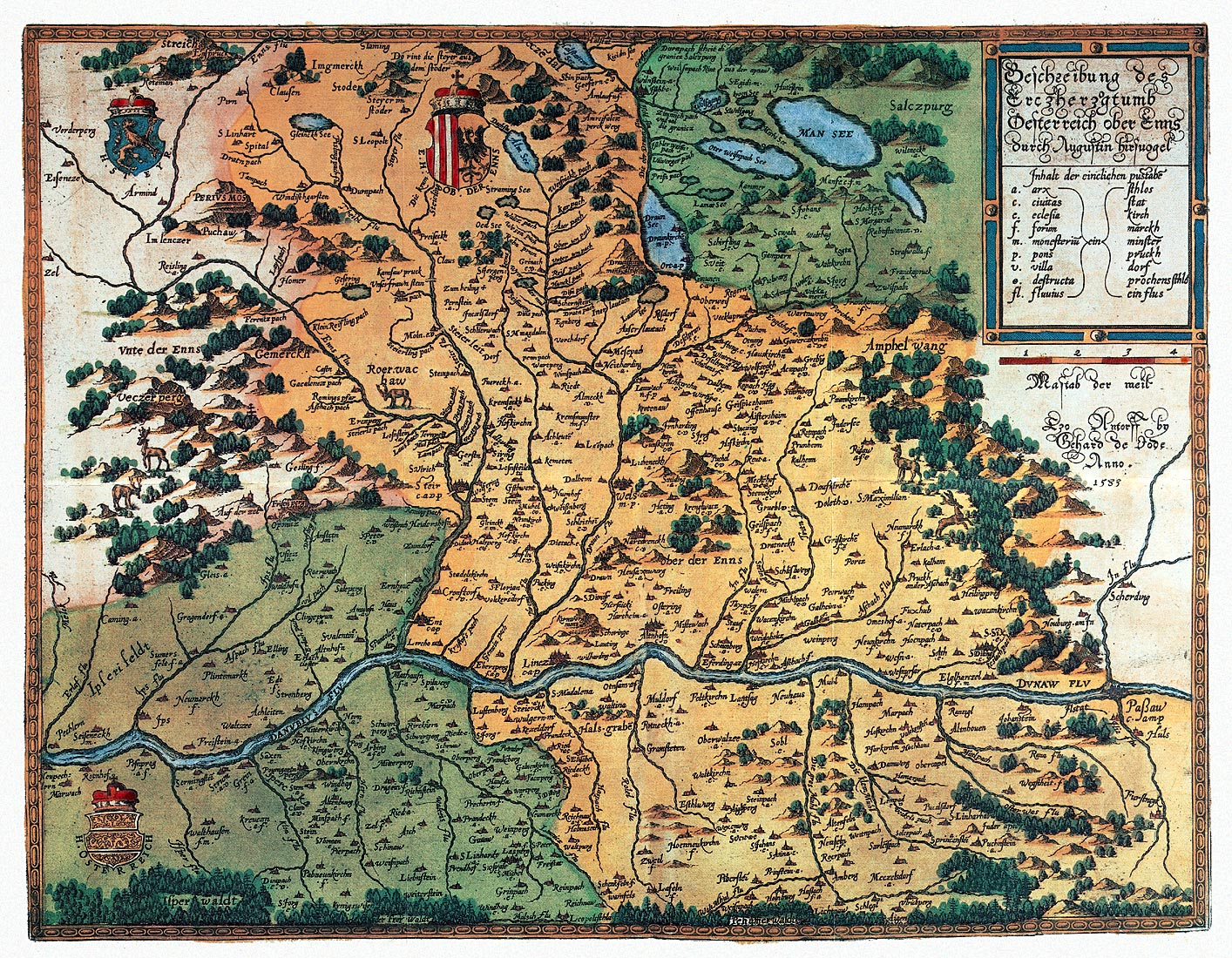
Carte d'Autriche (par Hirschvogel, datée de 1542

Il a commencé à travailler dans sa ville natale, Nuremberg, où il a été formé à la peinture sur verre par son père, Veit Hirschvogel l'aîné (1461-1525), qui était le peintre en vitraux officiel de la ville.
En 1525, Nuremberg adhère à la Réforme protestante, ce qui met fin aux grands vitraux décorés. L'atelier de Veit l'aîné était alors dirigée par Veit, le frère aîné d'Augustin. Leur père meurt cette même année.
Le jeune Hirschvogel fonde peu après (en 1530) son propre atelier, et travaille bientôt en partenariat avec les potiers Oswald Reinhart et Nickel Hanns.
Hirschvogel quitte Nuremberg en 1536 pour Laibach (nom allemand de Ljubljana, située dans l'actuel Slovénie), et revient à Nuremberg en 1543. Durant cette période, il produit sa première œuvre connue en tant que cartographe : une carte de la zone frontalière de la Turquie (1539) et une carte de l'Autriche (1542) faite pour Ferdinand Ier du Saint-Empire.
Ses commissions perçues pour des armoiries (de Franz Igelshofer et Christoph Khevenhüller) montrent qu'il avait été en contact avec la cour impériale de Vienne en 1543.
Il déménage à Vienne en 1544. Il travaille pour la ville, la cour, et divers Viennois. La ville l'emploie en 1547 à développer des conceptions de bastions, de créer des vues gravées de Vienne, et à produire un plan pour la ville à la suite du siège de Vienne. Ces vues ont été les premières à être faites à l'échelle ; le plan circulaire de la ville est le premier à avoir été fait par triangulation, un système de topographie que Hirschvogel a développé. Le Conseil de Vienne l'envoie expliquer son travail à Ferdinand I à Prague et à l'empereur Charles Quint à Augsbourg ; Ferdinand lui accorde à cette occasion une pension de 100 florins (Florin austro-hongrois).
Il meurt à Vienne en 1553.

## Œuvre

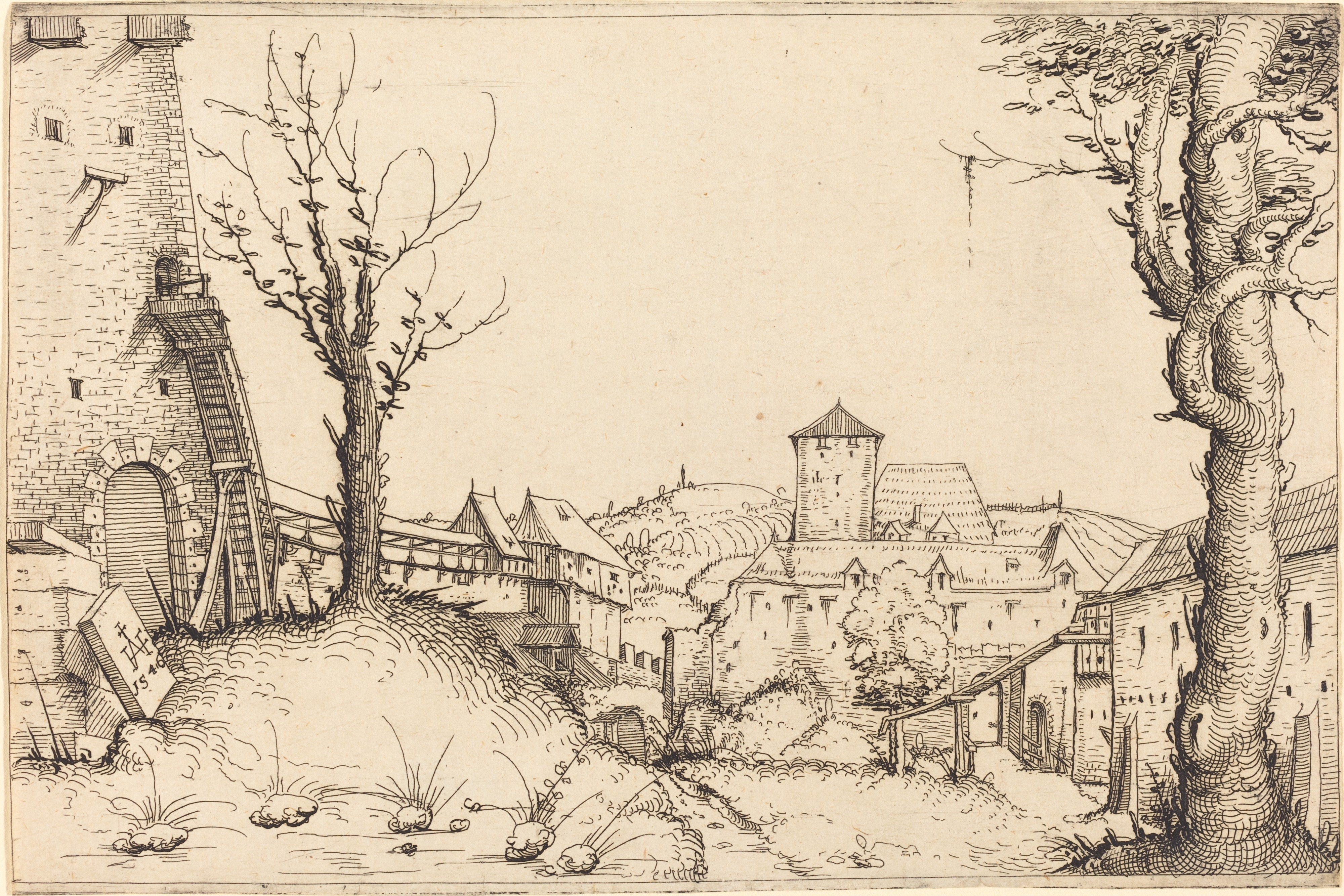
Château, c. 1546. Eau-forte,, National Gallery of Art, Washington.

Hirschvogel a entrepris de devenir graveur à la fin de sa carrière (la presque totalité des tirages datent de la dernière décennie de sa vie, quand il résidait à Vienne). On connaît de lui environ 300 eaux-fortes, qui montrent une influence à la fois nordique et italianisante de l'espace, des formes et de l'ornementation.
Il a laissé des portraits, cartographies et un livre d'ornementations. Il a été parmi les premiers à utiliser des plaques de cuivre pour ses gravures, plutôt que de fer.
Il a contribué à l'édition de 23 eaux-fortes pour une édition de Rerum Moscoviticarum Commentarii (Notes sur les affaires moscovites), de 1549 par Sigismund von Herberstein.
Il a gravé plus de 100 figures illustrant l'Ancien et le Nouveau Testament pour le réformateur hongrois Péter Perényi (en) (1502-1548). Il existe une série de 53 scènes de chasse pour des vitraux, mais dont la paternité est douteuse (Peters affirme qu'ils sont de Hirschvogel).
Hirschvogel est crédité de l'unique portrait authentique du médecin suisse Paracelse, mais cette attribution n'est pas non plus certaine.
Ses dessins de paysages à la plume et encre ont été décrits comme « durs mais légers, sûrs mais délicats ». L'absence d'ombre dans ses paysages contribue à une impression de tranquillité et d'ambiance idyllique.
Près de 100 dessins lui sont attribués. D'autres sont susceptibles de ne pas être de lui, mais sont d'un style semblable au sien. 
ou à celui de Wolf Huber. 
Son trait et ses compositions montrent une influence d'Albrecht Dürer (né dans la même ville) mais aussi d'Albrecht Altdorfer, Sebald Beham, Hans Burgkmair, et Agostino dei Musi, dont certains avaient fourni des dessins à l'atelier de son père.